# Frederick Mason Perkins

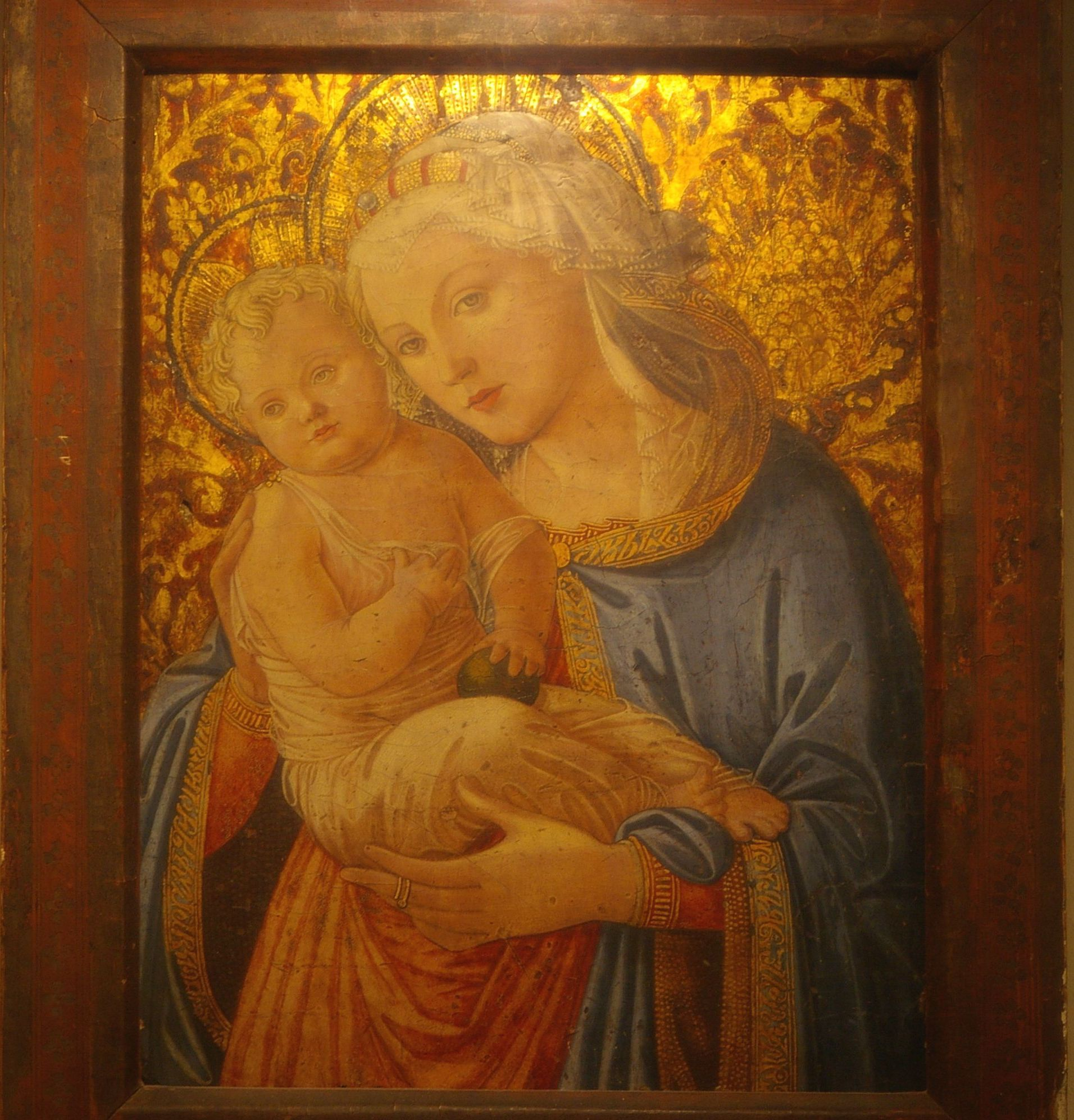
Collezione Perkins, Madonna con Bambino, scuola di Filippo Lippi, XVI secolo.

Frederick Mason Perkins (Plymouth, 1874 – Assisi, 12 ottobre 1955) è stato uno storico dell'arte, critico d'arte e collezionista d'arte statunitense.

## Biografia
Frederick Mason Perkins nacque a Plymouth negli Stati Uniti, ed è cresciuto in Cina, dove i genitori, statunitensi ma inglesi di origine, erano missionari. Benché di famiglia protestante, fu educato dai gesuiti.
Da giovane Perkins studiò pianoforte con Teodor Leszetycki a Vienna, poi nelle Università di Lipsia e Dresda. Ma nel 1898 conobbe lo storico dell'arte Bernard Berenson e ne divenne allievo. Infatti, sin da giovane aveva manifestato un forte interesse per la storia dell’arte italiana e, in particolare, per la produzione pittorica umbro-toscana del Trecento e Quattrocento. Nel corso della sua vita si impegnò non solo nello studio e nell'approfondimento delle opere, ma realizzò un puntuale lavoro di catalogazione e ricerca delle stesse. Ha collaborato con le riviste d'arte specializzate, come la Rassegna d'Arte, fondata nel 1901, e La Diana pubblicandovi i risultati dei suoi studi.
Diventò mercante d'arte e conoscitore esperto, costituendo nelle sue case di Assisi (in Piazza del Vescovado) e Lastra a Signa (presso Sassoforte) una delle collezioni private di opere tra le più importanti in Italia che comprendevano grandi artisti, quali Duccio di Boninsegna, Pietro Lorenzetti, Lorenzo Monaco, Jacopo della Quercia, Gentile da Fabriano, il Sassetta, Sano di Pietro, Filippo Lippi ed altri.
Perkins si era spostato nel 1900 con Lucy Olcott, ma l'unione non durò molto tempo. Durante la seconda guerra mondiale, Perkins e la sua seconda moglie, Irene Vavasour Elder, sposati dal 1913, furono internati a Perugia.
Nel Dopoguerra, Perkins decise di donare il nucleo più importante e prezioso della sua collezione, composta soprattutto di tavole, all'Ordine dei Frati Minori Conventuali, per destinarle alla Basilica di San Francesco in Assisi. Oggi queste opere sono esposte nel Museo del Tesoro della medesima Basilica. Rimasero fuori della donazione molti dipinti, alcuni dei quali passarono alla Galleria Nazionale dell’Umbria e altri alla Diocesi di Assisi. 
Perkins morì ad Assisi il 12 ottobre 1955 ed è sepolto nel cimitero comunale della città umbra.
Nel 2004 monsignor Sergio Goretti, vescovo di Assisi, assegnò le 33 opere, donate alla Diocesi, tra le quali numerose tavole, una statuetta lignea ed alcuni disegni (questi ultimi non esposti) al Museo diocesano e cripta di San Rufino.